# Tákis Ikonomópoulos
Tákis Ikonomópoulos, de son nom complet Panayiótis Ikonomópoulos (en grec moderne : Παναγιώτης «Τάκης» Οικονομόπουλος), est un footballeur grec né le 19 octobre 1943 à Kallithéa et mort le 10 février 2025. Il occupe le poste de gardien de but.

## Biographie

### En club
Tákis Ikonomópoulos est d'abord joueur du GS Kallithéa lors de la saison 1958-1959,,,.
Il est joueur de l'Apollon Smyrnis lors de la saison 1959-1960,,.
Il rejoint l'AO Proodeftiki en 1960,,.
Ikonomopoulos devient le gardien de but du Panathinaïkos en 1963,,.
Avec le Panathinaïkos, il est quadruple Champion de Grèce, il remporte également deux Coupes de Grèce,.
Tákis Ikonomópoulos dispute la finale de la Coupe des clubs champions en 1971. Le Panathinaïkos perd la finale contre l'Ajax Amsterdam sur le score de 0-2,.
En 1976, il est transféré dans le club de Panachaïkí qu'il représente une unique saison,,.
En 1977, il retrouve l'Apollon Smyrnis,,.
Tákis Ikonomópoulos raccroche les crampons en 1979,,.
Au total, en compétitions européennes, il dispute 14 matchs de Coupe des clubs champions, 2 matchs de Coupe des vainqueurs de coupe et 7 matchs de Coupe des villes de foire/Coupe UEFA

### En équipe nationale
International grec, il reçoit 25 sélections en équipe de Grèce entre 1965 et 1974,.
Il joue son premier match en équipe nationale le 3 octobre 1965 contre l'Union soviétique (défaite 1-4 au Pirée) dans le cadre des qualifications pour la Coupe du monde 1966.
Ikonomópoulos dispute des qualifications pour l'Euro 1968, pour la Coupe du monde 1970, pour l'Euro 1972 et pour l'Euro 1976 mais sans jamais disputer la phase finale d'une grande compétition.
Son dernier match a lieu le 20 novembre 1974 contre l'Allemagne de l'Ouest (match nul 2-2 au Pirée).

## Palmarès
Panathinaïkos
| - Championnat de Grèce (4) : - Champion : 1964-65, 1968-69, 1969-70 et 1971-72. - Vice-champion : 1965-66 et 1973-74. - Coupe de Grèce (2) : - Vainqueur : 1966-67 et 1968-69. |  | - Supercoupe de Grèce (1) : - Vainqueur : 1970. - Coupe des clubs champions : - Finaliste : 1970-71. |